# Car-Man
Car-Man (russe : Кар-Мэн) est un groupe russe de synthpop, originaire de Moscou.

## Histoire
Car-Man est formé en 1989 par Sergey Lemokh et Bogdan Titomir. Leur premier album intitulé Vokrug sveta (en anglais : Around the World) connait un grand succès grâce à un son et un style très exotiques et à la scène pop soviétique. En 1991, le groupe se sépare - Lemokh reste avec Car-Man, tandis que Titomir commence un projet solo, avec un premier album intitulé Vysokaya Energya. Car-Man compte 6 albums studio et un certain nombre d'albums secondaires de musique live et remixée. 
Il devient l'un des meilleurs groupes soviétiques/russes du début et du milieu des années 1990. Car-Man forme un vaste réseau de fans, allant de la musique et de la danse aux coiffures et aux discours. Le groupe remporte un certain nombre de prix en 1991. 

## Discographie

### Albums studio
- 1990 : Vokrug sveta / Вокруг света (Around the World)
- 1991 : Carmania / Кармания (Carmania)
- 1994 : Russkaya massirovannaya zvukovaya agressiya / Русская массированная звуковая агрессия (Russian Massive Sound Aggression)
- 1996 : Tvoya seksual'naya shtuchka 	Твоя сексуальная штучка (Your Sexy Thing)
- 1998 : Korol' disca (Король диска) (King of Disco)
- 2009 : Nitro